# 2. deild kvinnur (2007)
W roku 2007 odbyły się rozgrywki 2. deild kvinnur – drugiej ligi piłki nożnej kobiet na Wyspach Owczych. W rozgrywkach wzięło udział 6 klubów z całego archipelagu.
Pierwsza drużyna w tabeli uzyskiwała prawo do gry w 1. deild kvinnur. W roku 2007 był to zespół Skála ÍF.

## Uczestnicy
| Uczestnicy 2. deild kvinnur 2006                                                                              | Uczestnicy 2. deild kvinnur 2006 | Uczestnicy 2. deild kvinnur 2006 | Uczestnicy 2. deild kvinnur 2006 |
| --- | -------------------------------- | -------------------------------- | -------------------------------- |
| FSV | FS Vágar 2004                    |                                  |                                  |
| ÍF | ÍF Fuglafjørður                  |                                  |                                  |
| Skála | Skála ÍF                         |                                  |                                  |
| VBS | VB/Sumba                         |                                  |                                  |
| Nowi uczestnicy                                                                                               |                                  |                                  |                                  |
| MB/SÍ | MB Miðvágur/SÍ Sørvágur          |                                  |                                  |
| Spadek z 1. deild kvinnur 2006                                                                                |                                  |                                  |                                  |
| HB | HB Tórshavn                      | 8                                |                                  |
| Oznaczenia: - kolumna pierwsza – skróty nazw drużyn, - kolumna trzecia – miejsce zajęte w poprzednim sezonie. |                                  |                                  |                                  |

## Tabela ligowa
| Lp. | Drużyna                 | M  | Z  | R | P  | Bramki | Bramki | Różn. | Pkt | Uwagi             |
| --- | ----------------------- | -- | -- | - | -- | ------ | ------ | ----- | --- | ----------------- |
| 1   | Skála ÍF (M)            | 15 | 10 | 3 | 2  | 47     | 19     | +28   | 33  | Awans do 1. deild |
| 2   | VB/Sumba                | 15 | 10 | 3 | 2  | 36     | 11     | +25   | 33  | Awans do 1. deild |
| 3   | FS Vágar 2004           | 15 | 8  | 4 | 3  | 48     | 20     | +28   | 28  |                   |
| 4   | MB Miðvágur/SÍ Sørvágur | 15 | 5  | 1 | 9  | 19     | 25     | −6    | 16  |                   |
| 5   | ÍF Fuglafjørður         | 15 | 3  | 1 | 11 | 13     | 67     | −54   | 10  |                   |
| 6   | HB Tórshavn             | 15 | 3  | 0 | 12 | 11     | 32     | −21   | 9   |                   |